# دل‌آتش
دل‌آتش (به انگلیسی: Fireheart) انیمیشنی محصول سال ۲۰۲۲ و به کارگردانی ئتودور تای و لورنت زیتون است. در این فیلم بازیگرانی همچون اولیویا کوک، ویلیام شاتنر، لوری هولدن و کنت برانا صداپیشگی کرده‌اند.

## داستان
جورجیا نولان شانزده ساله آرزو دارد اولین زن آتش نشان جهان باشد. هنگامی که یک آتش افروز مرموز شروع به سوزاندن برادوی می کند، آتش نشانان نیویورک شروع به ناپدید شدن می کنند. شهردار نیویورک، پدر جورجیا، شاون، از بازنشستگی فراخوانده می شود تا تحقیقات در مورد ناپدید شدن ها را رهبری کند. جورجیا که از کمک به پدرش و نجات شهرش ناامید است، خود را به عنوان مرد جوانی به نام "جو" در می آورد و به گروه کوچکی از آتش نشانان نامناسب می پیوندد که تلاش می کنند آتش افروز را متوقف کنند.